# Synarmadillo cristifrons
Synarmadillo cristifrons är en kräftdjursart som först beskrevs av Franz Martin Hilgendorf 1893A.  Synarmadillo cristifrons ingår i släktet Synarmadillo och familjen Armadillidae. Inga underarter finns listade i Catalogue of Life.